# S. Foster Damon
Samuel Foster Damon (12 février 1893 - 25 décembre 1971) est un universitaire américain, spécialiste de William Blake, critique et poète. Spécialiste de Blake, il est souvent comparé en importance à Northrop Frye et David V. Erdman .

## Biographie
Il est né à Newton, Massachusetts. Il est diplômé de l'Université Harvard en 1914, y retournant après la Première Guerre mondiale en tant qu'instructeur au département d'anglais. Il est l'un des esthètes de Harvard et épouse Louise Wheelwright, sœur de John Brooks Wheelwright, un autre esthète actif de Harvard .
Son livre William Blake, His Philosophy and Symbols de 1924 est suivi plus tard par A Blake Dictionary (1965), l'ouvrage pour lequel il est peut-être le plus connu. Leur portée encyclopédique élargit les études de Blake à l'examen des éléments mystiques et occultes de l'œuvre de Blake . Dans l'avant-propos d'une édition révisée du Dictionary, Morris Eaves dit que lorsque le premier livre de Damon sur Blake est sorti, il est le "Jeune Turc" des études de Blake, et lorsque le Dictionary est paru, il est le "patriarche" du domaine .
Il poursuit sa carrière à l'Université Brown, où il occupe des postes à partir de 1927. Il écrit également une biographie d'Amy Lowell et le long poème The Moulton Tragedy, un poème héroïque avec des paroles (1971). Il publie également de la poésie sous le pseudonyme de Samuel Nomad.